# Infraklasse
Een infraklasse is in de taxonomie van de zoölogie een rang of een taxon in die rang. Een onderklasse of subklasse is een verdere onderverdeling van een klasse en een infraklasse is weer een verdere onderverdeling van een onderklasse.